# Dark Horse (album av Nickelback)
Dark Horse är ett studioalbum av Nickelback, som släpptes den 18 november 2008. Det läckte dock ut på Internet sju dagar tidigare.
Låten "Burn it to the Ground" är även filmmusik till Michael Bays film Transformers: De besegrades hämnd

## Låtlista
1. Something in Your Mouth - 3:38
2. Burn it to the Ground - 3:28
3. Gotta Be Somebody - 4:13
4. I'd Come for You - 4:22
5. Next Go Round - 3:43
6. Just to Get High - 4:02
7. Never Gonna Be Alone - 3:47
8. Shakin' Hands - 3:39
9. S.E.X. - 3:53
10. If Today Was Your Last Day - 4:08
11. This Afternoon - 4:34